# Nikolaj Efimovič Kuročkin
| 2302 Florya   | 2 ottobre 1972   |
| 3044 Saltykov | 2 settembre 1983 |

Nikolaj Efimovič Kuročkin, in russo Николай Ефимович Курочкин? (Mosca, 1º settembre 1923 – 28 giugno 2003), è stato un astronomo russo, citato, secondo la traslitterazione inglese, anche come Kurochkin.
Ancora adolescente iniziò a lavorare al planetario di Mosca e all'istituto astronomico Sternberg. Allo scoppio della seconda guerra mondiale si impegnò nella difesa dell'impianto dove rimase anche nel periodo dell'assedio di Mosca. Appena diciottenne venne arrestato dall'Nkvd con l'accusa di collaborazionismo. Liberato nel 1946, venne riassunto all'istituto dopo aver pubblicato una lettera di pentimento. Nonostante l'esteso lavoro di ricerca che condusse nella sua carriera non volle mai sostenere una tesi per ottenere il titolo di studio universitario.
Tra i suoi principali contributi all'astronomia si ricordano il metodo Harvard per l'individuazione di stelle variabili in immagini fotografiche e l'identificazione della sorgente di raggi X nella stella doppia Hercules X-1.
Il Minor Planet Center gli accredita la scoperta di due asteroidi, effettuate tra il 1972 e il 1983, di cui uno in collaborazione con Natal′ja Vital′evna Metlova.